# 동정민
동정민(1980년 8월 29일 남자 ~ )은 대한민국의 기자, 앵커이다.

## 학력
- 서강대학교 영문학과 학사

## 경력
- 2004년 동아일보 입사
- 2005년 ~ 2006년 동아일보 사회부
- 2006년 동아일보 정치부
- 2011년 ~ 2014년 동아일보 정치부
- 채널A 정치부 청와대 팀장
- 2016년 ~ 2019년 동아일보 파리특파원
- 2016년 ~ 2019년 채널A 파리특파원
- 2019년 ~ 2022년 채널A 탐사보도팀 팀장
- 2022년 ~ 2023년 채널A 편집부 부장
- 2023년 ~ 채널A 정치부장

## 진행 프로그램
- 2014년 채널A 청와대 25시
- 2015년 채널A 뉴스 스테이션
- 2019년 채널A 뉴스A